# Орлова, Валентина Евгеньевна
Валентина Евгеньевна Орлова (19 апреля 1993, Самара) — российская футболистка, защитница. Выступала за сборную России. Мастер спорта России международного класса (2016).

## Биография

### Клубная карьера
В детстве занималась танцами, с 12 лет начала заниматься футболом. Первый тренер — Разия Нуркенова. С 15-летнего возраста выступала за основную команду ЦСК ВВС (Самара).
Летом 2012 года перешла в пермский клуб «Звезда-2005». Становилась чемпионкой России (2014, 2015, 2017), серебряным (2013, 2016) и бронзовым (2012/13, 2018, 2020) призёром чемпионата, обладательницей Кубка России (2013, 2015, 2016, 2018, 2019). Всего за «Звезду» сыграла 83 матча и забила 7 голов в чемпионатах России, также выступала в матчах еврокубков.
В январе 2019 года подписала контракт с немецким клубом второго дивизиона «Саарбрюккен», однако уже летом вернулась в Пермь.
20 февраля 2023 года объявлено о вхождении в тренерский штаб «Крыльев Советов».

### Карьера в сборной
Выступала за юношескую и молодёжную сборную России, участница финального турнира молодёжного чемпионата Европы (2011). В составе студенческой сборной — серебряный призёр Универсиады 2015 года.
В составе национальной сборной дебютировала 26 октября 2011 года в матче против Италии. Первый гол забила 5 апреля 2014 года в ворота Словении. Последний на данный момент матч сыграла 22 мая 2015 года против Франции, всего на счету футболистки 15 матчей и один гол в 2011—2015 годах.